# Schwedischer Adel
Der schwedische Adel entstand im Zeitraum von der Mitte des 11. bis zur Mitte des 13. Jahrhunderts während ständiger Fehden zwischen verschiedenen Königsgeschlechtern und entwickelte sich aus dem freien Bauerntum. Eine Unterscheidung in hohen und niederen Adel gab es damals noch nicht. Erst Erich XIV. machte bei seiner Krönung im Jahre 1561 die mächtigsten und begütertsten Edelleute zu Grafen und Freiherren, so dass ein hoher und ein niederer Adel entstanden. Seine Nachfolgerin zwei Generationen später, Christina I., vermehrte den niederen Adel um etwa 400 Familien, die meisten von schottischem oder deutschem Ursprung.

## Ritterhaus
Als öffentlichrechtliche Körperschaft nahm der Adel Gestalt im Jahre 1626, als König Gustav II. Adolf durch seine Ritterhausordnung den Adel in einem Ritterhaus vereinigte. Dessen Nachfolger zwei Generationen später, der Wittelsbacher Karl XI., versetzte der Stellung des Hochadels einen schweren Stoß, indem er die von seinen Vorgängern reichlich verliehenen Staatsgüter im Jahre 1682 wieder einzog und die Einbürgerung vieler eingewanderter, vor allem deutscher Familien begünstigte. Schon nach dem Tode seines Nachfolgers Karl XII. gelang es indessen dem Adel, die Krone zu entmachten und die Macht im Staate an sich zu reißen.
Dieses Adelsregime überlebte bis 1772, dem Staatsstreich Gustavs III., der die Macht des Adels brach. Bis zur Verfassungsänderung der Jahre 1865–1866 war der Adel im Ständereichstag reichlich vertreten, denn jedes Oberhaupt der etwa 1.000 adligen Familien hatte das Recht, nach Vollendung des 24. Lebensjahres im Reichstag zu erscheinen und abzustimmen.
Seit 2003 hat das Ritterhaus keinen öffentlichrechtlichen Status mehr, sondern einen privatrechtlichen.

## Drei Klassen
Der Adel war damals in drei Klassen geteilt:
1. Herrenstand (herrar) – Grafen und Freiherren;
2. Ritterstand (riddare), unbetitelter Adel, der nachweisen konnte, dass seine Vorfahren im Reichsrat saßen;
3. Kleinadel (svenner).

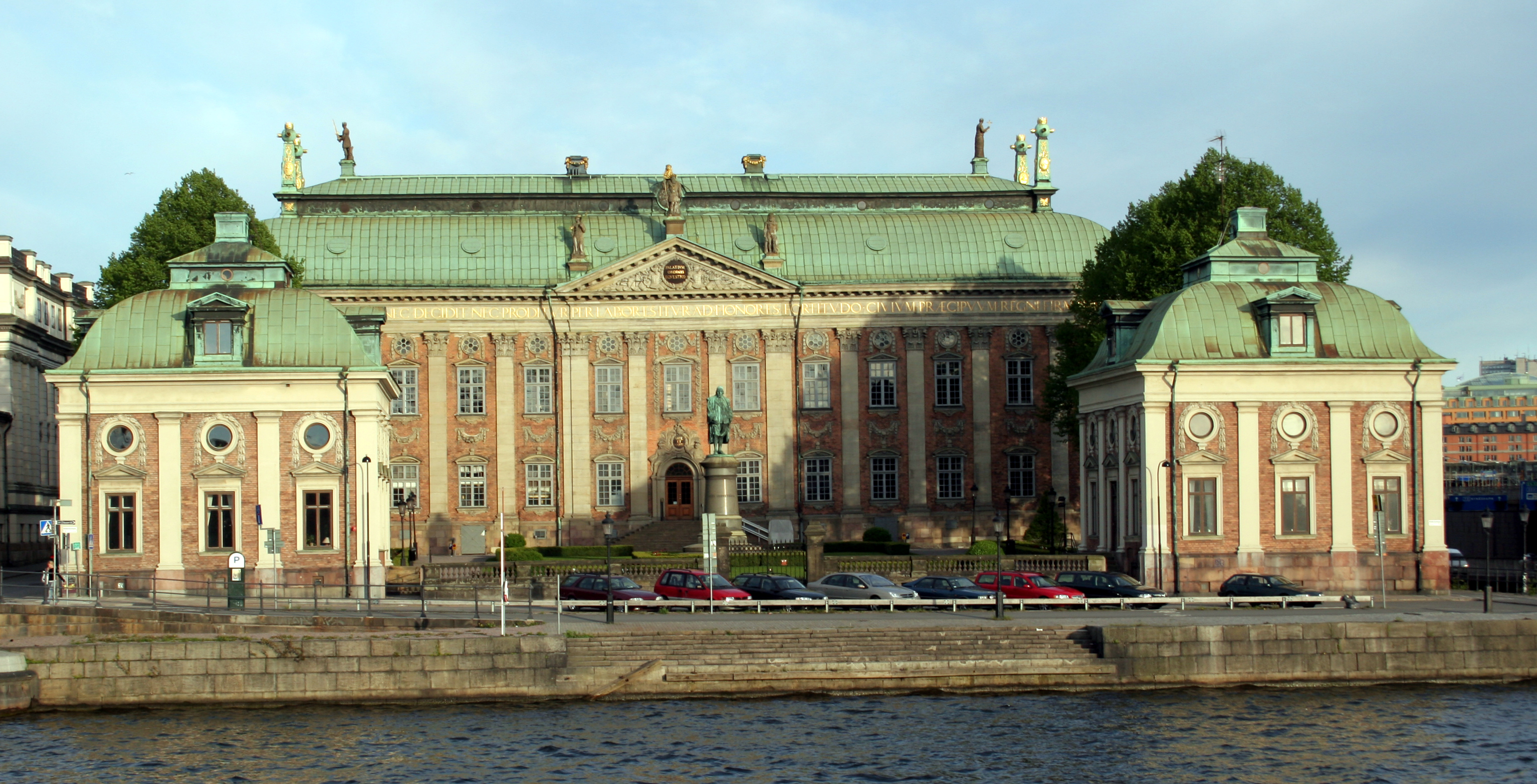
Riddarhuset in Stockholm, Sitz des Ritterhauses

Der Adel versammelte sich im Palais Riddarhuset (erbaut 1641–1675) im Zentrum von Stockholm, noch heute Sitz des schwedischen Adelsverbandes, mit Wappenschildern sämtlicher erloschener und blühender Geschlechter verziert. 1865 wurde der neue Reichstag mit zwei Kammern geschaffen und der Adel gab seine politische Stellung freiwillig auf.
Im Jahre 2004 gab es noch etwa 619 schwedische Adelsgeschlechter (die zusammen etwa 28.000 Personen umfassten). Wie früher sind sie in Grafen, Freiherren und den unbetitelten Adel unterteilt (46 Grafenhäuser, 124 Freiherrenhäuser und 449 adlige Häuser). Als Uradel im deutschen Sinne können aber höchstens 30 Geschlechter gelten, deren Ahnen schon in der Zeit der ersten Wasa-Könige groß und mächtig waren (im damaligen Schweden oder auch in den ehemaligen dänischen und norwegischen Provinzen Skåne, Halland, Blekinge und Bohuslän, die von Karl X. Gustav erobert wurden). Der Rest gehört dem Briefadel an, der oft ausländischer Herkunft ist. Der Prinzen- und Herzogstitel steht ausschließlich den erbberechtigten Mitgliedern des Königshauses zu.

## Standeserhöhungen
Standeserhöhungen wurden bis 1809 in unbegrenzt erblicher Form des Titelbesitzes durchgeführt. Nach diesem Jahre konnten Freiherrn- oder Grafentitel oder auch die unbetitelte Adelswürde nur noch als Erstgeburtstitel, vererblich im Mannesstamm in der Primogenitur, verliehen werden. Da die Schwedische Verfassung von 1809 mit gewissen Modifizierungen bis 1974 galt, hatte der Monarch das Recht, auch Erhebungen in den Adelsstand und Einbürgerungen des ausländischen Adels vorzunehmen: Die letzte Nobilitierung – die des Forschungsreisenden Sven Hedin – fand 1902 statt. Seither wurden keine Nobilitierungen mehr vorgenommen. Ausländische Adlige, die die schwedische Staatsbürgerschaft erworben haben, werden nicht zum schwedischen Adel (Mitgliedern im Ritterhaus) gerechnet und sind in einer besonderen Körperschaft (ointroducerad adel) organisiert. Unter ihnen gibt es auch einige Mitglieder der Familie Bernadotte (vgl. Schwedisches Thronfolgerecht und Graf von Wisborg).

## Adelsprädikat
Bezüglich des Adelsprädikates gab es keine ständige Praxis bei den Nobilitierungen. Die ältesten Familien des Uradels (z. B. Banér, Bildt, Bielke, Bonde, Natt och Dag, Oxenstierna, Thott) tragen kein Adelsprädikat. In diesem Fall haben sich die Namen (wie auch bei manchen deutschen Uradelsgeschlechtern) von den Symbolen der Wappenschilde dieser Familien abgeleitet. Unter Königin Christina wurde der Adel oft, aber nicht immer, mit dem deutschen Prädikat „von“ verliehen, bei schottischen Geschlechtern (wie Hamilton, Spence, Douglas) in der Regel ohne „von“. Der Name des Geadelten (oder in den schwedischen Adel Aufgenommenen) wurde oft zur Unkenntlichkeit verändert, etwa durch Ersetzung des ursprünglichen Familiennamens durch einen neuen Schildernamen, so bei der Familie von Keffenbrinck, deren schwedischer Zweig den Namen Rehnskiöld annahm. Das Prädikat „von“ war besonders beliebt während der Regierung der beiden deutschstämmigen Könige Friedrich I. von Hessen-Kassel und Adolf Friedrich von Holstein-Gottorp. Unter deren Nachfolgern bis 1809 verlieh man den Adel meist ohne von. Nach 1809 verwendete man ausschließlich das schwedische af (Entsprechung des von) oder verlieh den Adel ohne Prädikat, wie es etwa auch beim untitulierten russischen Adel üblich war.